# Bispestav
En bispestav er et magt- og værdighedstegn for biskoppen i de kristne kirker. Den har typisk form som en krumstav, men også stave med andre udformninger, f.eks. et krucifiks (anvendes af paven) eller med hoved formet som et T (i den ortodokse kirke), findes. 
Bispestaven anvendes især inden for den katolske kirke, men også nogle protestantiske kirker benytter den. Staven er en symbolsk hyrdestav, og fremstiller biskoppens rolle som den øverste hyrde i sit stift. En præst, en pastor, er også en hyrde (ordet betyder hyrde på latin), men bærer ingen stav. Staven afsluttes i en krumning eller en spiral, der kan forestille en planteranke eller en slange. Denne krumning er ofte lavet som udskåret arbejde i elfenben, men også metaller benyttes.
Stavens historiske rødder er ukendte. Det er blevet foreslået, at den kan være en augurstav eller en vandrestav snarere end en hyrdestav.